# تلمبه جهادی حجت
تلمبه جهادی حجت روستایی در دهستان گلستان بخش گلستان شهرستان سیرجان استان کرمان ایران است.

## جمعیت
بر پایه سرشماری عمومی نفوس و مسکن در سال ۱۳۹۵ جمعیت این مکان ۶۷ نفر (۲۰خانوار) بوده‌است.